# نو کژدم
نو کژدم یک ستاره است که در صورت فلکی کژدم قرار دارد.